# Empresas ponto com
Companhias ou empresas "ponto com", também chamadas pelo termo anglófono dot-com (dotcom ou redundantemente dot.com) são empresas de comercialização eletrônica que exploram a comercialização de serviços ou produtos na Internet.
O termo, originalmente aplicado a empresas exclusivamente virtuais, a exemplo da Submarino, passou a ser usado para se referir não só às companhias que iniciaram a comercialização de produtos e serviços na web, mas também para mencionar as empresas que são hoje referência neste canal de vendas, ainda que não sejam exclusivamente virtuais, como por exemplo, as Lojas Americanas, tradicional varejista no Brasil. 
As empresas pontocom baseavam seu modelo de negócios em número de acessos, visibilidade ou mesmo na criação de comunidades virtuais. 
Os modelos de negócios das empresas pontocom eram mantidos pelo capital de risco abundante na época.
Nesse caso, o objetivo era a geração de uma vantagem competitiva que, no futuro, gerasse lucros compensatórios. 
Eram comuns gastos exorbitantes com anúncios de TV em horários nobres, sedes luxuosas e aquisição de empresas tradicionais. Contudo, poucas empresas sobreviveram para poder contar com isso.
Sendo a principal vantagem deste tipo de negocio é que produtos e serviços podem ser comercializados não existindo fronteiras entre o empreendimento e seus clientes que podem estar em qualquer lugar do mundo com acesso a internet. 